# アーヘンの和約 (1668年)
アーヘンの和約（アーヘンのわやく、英語: Treaty of Aix-la-Chapelle）は、1668年5月2日にアーヘンで締結された、ネーデルラント継承戦争の講和条約。
第一次アーヘン和約とも称される (第二次は1748年の和約)。

## 歴史
フランドル戦争（南ネーデルラント継承戦争）の講和条約。イングランドの駐ハーグ外交官ウィリアム・テンプルが中心になって結成された。イングランドとオランダとスウェーデンの新教国による三国同盟の圧力にフランス王国のルイ14世が屈し、南ネーデルラント（現ベルギー）からの撤兵を取り交わした条約。
フランス・ブルボン家が、スペイン・ハプスブルク家からフランドルの12の軍事拠点を奪った。ただし、戦争中に占領していたカンブレー、サントメール、フランシュ＝コンテは返還した。
1669年5月7日にはイングランド、オランダ、スウェーデンがハーグで協定を交わし、条約を保証するとした。スペインは後にこの協定に加入した。